# Габриела Цанева
Габриела Цанева е писател, поет и издател.

## Биография
Родена в Русе, завършва Математическа гимназия „Баба Тонка“ в родния си град. Дипломира се като инженер-химик в ХТМУ – София. Защитава дисертация, за което ѝ е присъдена научната степен „доктор" в областта на техническите науки. Първите ѝ публикации са в сп. „Родна реч“, а след това във вестниците „Век 21“, „Демокрация“, „Литературен форум“, „Труд“ и др. Журналист във в. „Народно земеделско знаме“ и „Земеделско знаме“ /1991 – 1994/, Завършва право и става адвокат в Софийската адвокатска колегия. Продължава да сътрудничи на в. „Земеделско знаме“ със статии на юридическа тематика /2004 – 2011/ . През 2012 става част от редакционния екип на в. „Литературно земеделско знаме“. Нейни творби са публикувани в електронните списания „Литернет“, „Литературен свят“, „Нова социална поезия“, „Нова асоциална поезия“, „Хайку свят“. От 2003 година е член на Сдружението на българските писатели. През 2018 г. регистрира издателство gabriell-e-lit и започва да издава списание за литература и визуални изкуства „Картини с думи и багри“ като печатно и онлайн издание. Създава сайта Арт платформа gabriell-e-lit .
Публикува в списание „Родна реч“, във вестниците „Век 21“, „Демокрация“, „Народно земеделско знаме“, „Земеделско знаме“, „Литературен форум“ и др., както и в списания „Литернет“, „Литературен свят“, „Нова социална поезия“, „Нова асоциална поезия“, „Хайку свят“, в сборници и антологии.

## Творчество

### Документална проза
- „Миналото в мен“ (документална повест, 1994, 2010 – ISBN 978-954-304-369-9, 2019- ISBN 978-619-7520-10-1 2020)

### Стихосбирки
- „Догонвам бягащия ден“ (стихосбирка, 1998, 2019 – ISBN 978-619-7520-05-7)
- „Заскрежени птици“ (стихосбирка, 2008- ISBN 954-9375-41-1; 2011- ISBN 978-954-321-947-6)
- „Врабче върху антената“ (стихосбирка, 2010; ISBN 978-954-497-011-6)
- „Светлата пътека към звездите“ (стихосбирка, 2010; ISBN 978-954-9375-76-3)
- „Искам себе си“ (хайбун, 2011- ISBN 978-954-321-830-1; 2021)
- „Състояния“ (хайга, 2013; ISBN 978-619-152-347-4; 2020)
- „Бурята сплита ръце“ (стихосбирка, 2016; ISBN 978-954-09-1069-7 ; 2021)
- „Високосният ден“ (лирика, 2018; ISBN 978-954-09-1253-0; 2020)
- „Стъпки по пламъци“ (лирика, 2019;2020 ISBN 978-619-7520-07-1)
- „Оскъдни дни“ (стихосбирка, 2020; ISBN 978-619-7520-10-1)
- „Нощта на щурците“ (стихосбирка, 2021; ISBN 978-619-7520-63-7)
- „Кръстопът на сънища“ (стихосбирка, 2022; ISBN 978-619-7520-84-2)
- „Зад гърба“ (стихосбирка, 2023; ISBN 978-619-7705-17-1)
- „Живея със седем котки“ (ренсаку в съавторство с Dimitar Anakiev , 2023; ISBN 978-619-7705-28-7)
- „Поезия. Избрано 1994 - 2024“ (стихосбирка, 2024; ISBN 978-619-7705-34-8)

### Белетристика
- „Треви под снега“ (роман, 2000; ISBN 978-954-8453-58-51 2020 – ISBN 978-619-7520-50-7)
- „Шофьори“ (новела, 2008; ISBN 978-954-304-340-8)
- „Толкова е рано“ (роман, 2020 ISBN 978-619-7520-23-1)

### Есеистика и публицистика
- „Реши се и ще си свободен]]“ (есета, статии, стихове, 2001; ISBN 978-954-8453-79-0; 2020 – ISBN 978-619-7520-30-9)
- „Живота в стих събрах“ (сборник, 2019; ISBN 978-619-7520-19-4)
- „През погледа ми“ (литературен сборник, 2023; 2024 ISBN 978-619-7705-12-6)

### Антологии и сборници
- „Алманах Литературно земеделско знаме“ (литературен сборник) - том 1,2,3,4 - съставители: Габриела Цанева, Кирил Назъров
- „Човек. Антология на българското хайку“ (поезия, 2024; ISBN 978-619-7705-33-1) - съставители: Габриела Цанева, Dimitar Anakiev